# Щипавка дунайська
Щипавка дунайська (Cobitis elongatoides) — невелика прісноводна риба родини В'юнові (Cobitidae). Сягає 7,5 см довжиною. Поширена в Європі: басейн Дунаю, басейни верхньої Ельби і Одри, річка Аргешел в Румунії.